# إنجيشيكي (كتاب ياباني)
إِنجِّيشِيكِي (باليابانية: 延喜式)، وتترجم حرفيا للعربية : " إجراءات عصر إنجي " ) هو كتاب ياباني عن القوانين و العادات. اكتمل الجزء الأكبر من الكتابة عام 927 م.

## التاريخ
في عام 905 م، أمر الإمبراطور دايجو بتجميع كتاب إنجيشيكي. على الرغم من غير المعروف عدد المحاولات السابقة للتدوين قد حدثت، فلم تنجو كتب مثل كونين و لا جوغان جيشيكي، مما يجعل لهذا الكتاب مهمة للدراسات التاريخية والدينية اليابانية المبكرة. بدأ فوجيوارا نو توكيهيرا المهمة، ولكن توقف العمل عندما توفي بعد ذلك بأربع سنوات في عام 909 م. واصل شقيقه فوجيوارا نو تاداهيرا العمل في عام 912 م وأكمله في النهاية عام 927 م. بعد عدد من المراجعات، تم استخدام العمل كأساس للإصلاح ابتداء من عام 967 م.